# Bolas de matzah

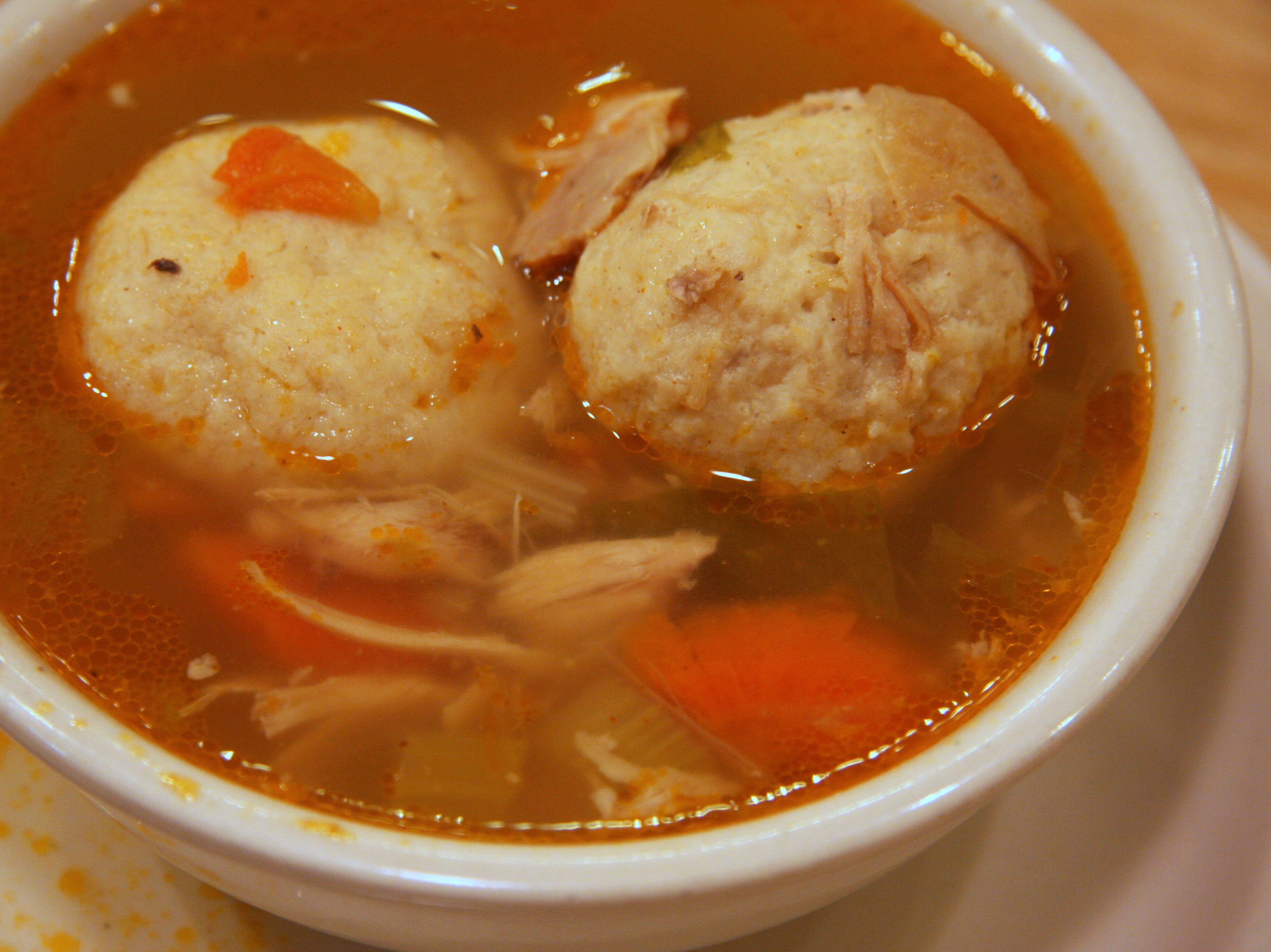
Albóndiga de matzah en una sopa.

Las bolas de matzah, conocidas en yidis como knaydlaj (pl. de knaydel), también llamadas bolas de matza, bolas de matzo o bolas de matzoh, son una receta emblemática de la cocina asquenazí (judíos de Europa central y oriental) elaborada a base de harina de matzah. Tradicionalmente servidas en una sopa caliente, estas albóndigas son especialmente populares durante la festividad de Pésaj y representan un símbolo de la herencia culinaria judía.

## Preparación y características
Las bolas de matzah se preparan con harina de matzah, huevos, grasa, sal y pimienta. La grasa tradicionalmente utilizada es schmaltz (grasa de pollo), que aporta un sabor distintivo al platillo. Sin embargo, también se pueden emplear aceite vegetal o margarina como alternativa —la mantequilla no se usa en esta receta, ya que las leyes del kashrut prohíben mezclar lácteos y cárnicos en una misma comida—. 
La mezcla se compacta y se moldea a mano, formando bolas que posteriormente se cuecen durante unos 20 minutos en un caldo. En la actualidad, es común encontrar versiones bajas en grasa debido a preocupaciones sobre la salud.

## Cultura popular
En la serie Nadie quiere esto, se hace referencia a un equipo de baloncesto ficticio llamado "Bolas de Matzah", una alusión humorística al platillo tradicional de la gastronomía judía. La elección de este nombre refleja la influencia de la cultura judía en la narrativa de la serie.

## Variantes y popularidad
Existen variaciones de las bolas de matzah, dependiendo de las preferencias familiares y de la región. Algunas recetas incorporan perejil fresco u otros condimentos para darles un toque adicional de sabor. En las comunidades judías, las bolas de matzah son un elemento central de las celebraciones de Pésaj, acompañando el seder (la cena ceremonial). Este platillo se ha convertido en un símbolo de identidad cultural y se ha popularizado en cocinas fuera de la comunidad judía debido a su sencillez y sabor reconfortante.